# ドライブ・バイ・ワイヤ

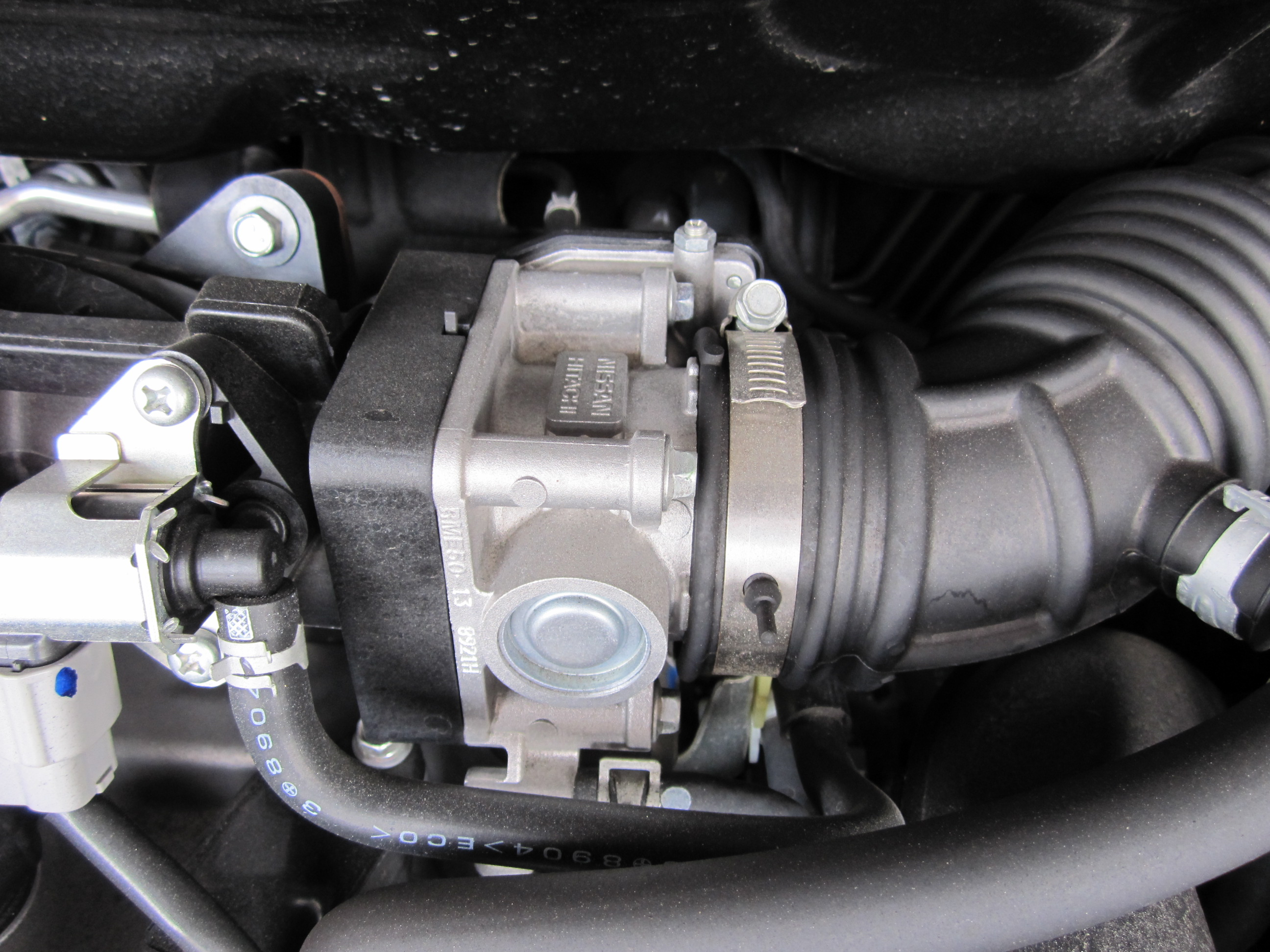
日産・HR15DEエンジンの電子制御スロットル

ドライブ・バイ・ワイヤ (drive-by-wire) は、自動車における運転制御システムの一種である。従来の機械式制御に代わって、機械的仕事を電線（ワイヤ）内を通る電気信号で制御するシステムであり、航空機の操舵システムであるフライ・バイ・ワイヤの転用である。
開発・実装例としては
A.スロットル(スロットル・バイ・ワイヤ) - 後述

B.変速機(シフト・バイ・ワイヤ、MT車の特にバスに関してはフィンガーシフトも参照)

C.ステアリング（ステア・バイ・ワイヤ）

D.ブレーキ（ブレーキ・バイ・ワイヤ）

などがあり、A.とB.の同時実装例としてはいすゞ・NAVi5、C.の実装例としては日産・スカイラインセダン V37のダイレクト・アダプティブ・ステアリング、D.の実装例としては電子制御パーキングブレーキ及びブレーキホールド等がある。

## スロットル・バイ・ワイヤの特徴と仕組み
スロットル・バイ・ワイヤは、スロットルの開度を物理的なケーブルではなく、電線（ワイヤ）内を通る電気信号で制御するシステムであり、スロットルの駆動方式のみを指して電子制御スロットル（電制スロットル、電スロ）と呼ばれることもある。
スロットル・バイ・ワイヤのシステムは、簡略化すると次のとおりである（ガソリンエンジン車の場合）。
- アクセルを踏む → センサがアクセルの踏み込み量を感知 → エンジンコントロールユニットの命令に従い、モータがスロットルを開く。

また、ケーブルを用いた従来式の仕組みは以下である。
- アクセルを踏む → アクセルによって踏まれた量=ケーブルが引かれた量だけ、スロットルバルブが開く。

## 長所

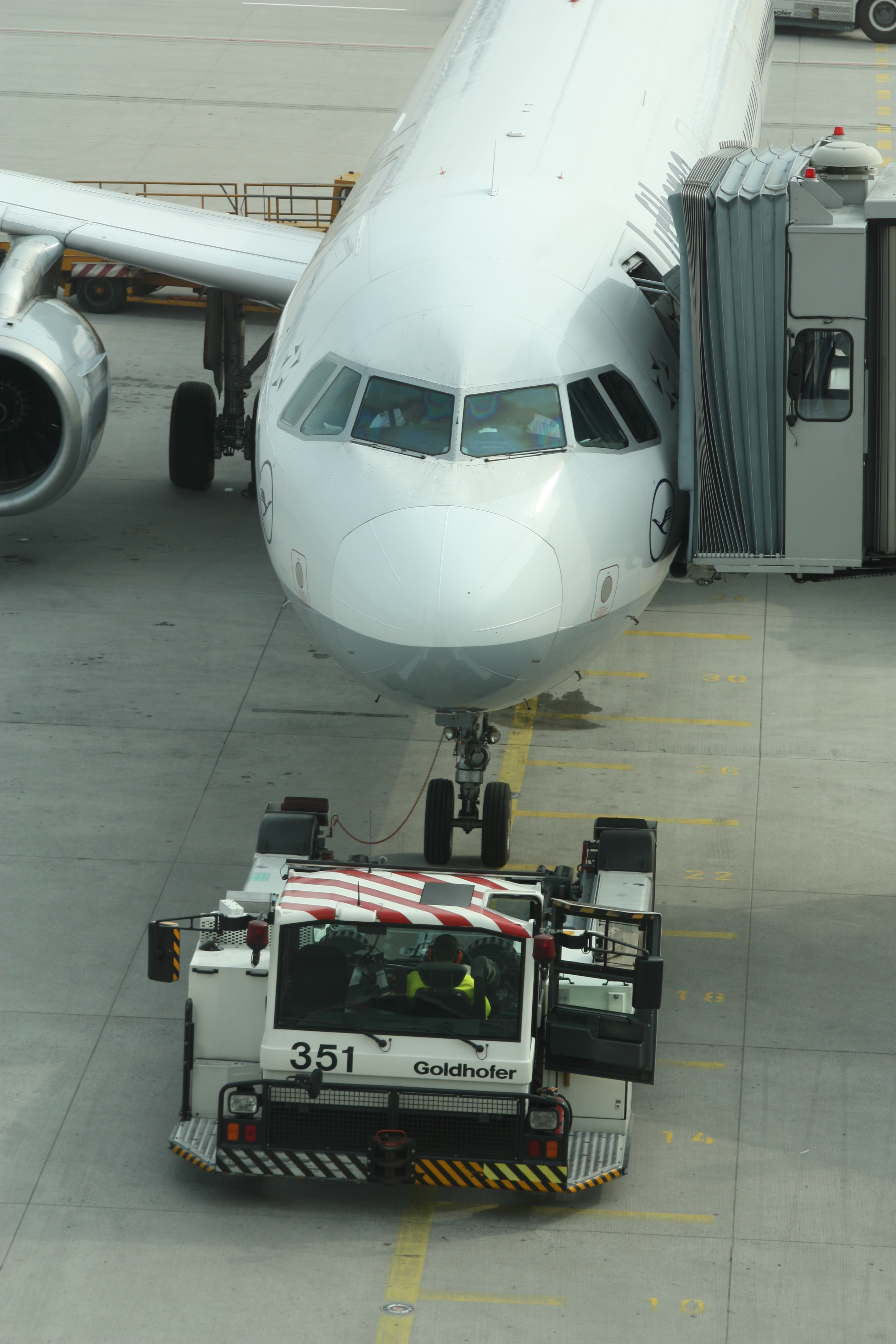
機体に接近するゴールドホッファーのAST-2。運転席が飛行機側（車の後側）を向いている。

基本的には排気ガス低減（ローエミッション）化と省燃費化に寄与する部分が大きい。
セミATやCVTを採用する車両は、変速機の制御とスロットル制御を協調させることで、現時点の速度に対するスロットル開度を常時監視し、大きく踏み込まれれば低いギアに落として加速（キックダウン）し、踏み込みが一定以上浅くなれば高いギア段に上げてエンジン回転数を抑え、省燃費運転を行いやすくしている。
近年では標準的となっているカム位相連続変化型の可変バルブタイミング機構を採用したエンジンでは負荷に合わせて吸気弁を遅閉じさせることで吸気量を制限し、スロットルを大きく開くことでポンピングロス低減や遅閉じミラーサイクルとすることなどが可能となるが、これらの制御を行うには可変バルブタイミング機構とスロットルの協調が必要となるためスロットル・バイ・ワイヤは必須となっている。同様にEGRにおいてもスロットルを協調させることでより大量、精密な導入が可能となるためEGRを積極的に利用するには必要な機構である。そのほか従来のケーブル式スロットルではアイドル制御に必要であったISCVを省けるなどスロットル周りを簡素化できるメリットもある。
また、スロットル・バイ・ワイヤを採用することで、アクセルケーブルの物理的劣化、操作の応答性の悪化などの問題が解消される。さらにスロットル・バイ・ワイヤのシステム自体は、たとえば踏力があまりない障害者などでも、調整によりスロットルの開度を健常者と同様に扱えるようにできる、負荷に応じた必要な量の燃料噴射しか行わないなど、車の運転を容易にする技術・環境対応技術の一部である。
機械的なリンクを排除できるため物理的な制約が少なくなり、座席だけでなくハンドルやペダルを車内で移動させることが可能になる。そのため、コストをかけずにオルガン式のアクセルペダルを採用しやすくなる。この特徴を利用して、マツダが初代CX-5以降の全乗用車にオルガン式アクセルペダルを採用している。これを利用して後進時に運転席を後部に向ける機構として航空機用のトーイングトラクターに採用されている。
一方でパフォーマンス面においては、下記のF1での事例のようにピーキーなエンジンを使用しやすくする効果も期待できるほか、世界ラリー選手権においては、SUBARUが導入した際、それまでのワイヤー式のスロットルよりも素早いスピードでアクセルが反応することで、レスポンスが大幅に向上した。

## 短所
電子回路の故障時の挙動や、（実際に体感できるかどうかは別として）単純に機械的に繋がっていないことによるダイレクト感の喪失が懸念される。前述の非線形制御が行われていることと、運転者の意志としてアクセルペダルを踏み込むことと、サーボモータがスロットルを開く動作までのタイムラグが少なからずあることは、特にガソリンエンジンのMT車においては顕著であり、競技車両においてはその点が嫌われる場合もある。AT車の場合は運転者が意図しないギア段に変速することと関連している。

## F1での利用
F1においてはスロットル・バイ・ワイヤが積極的に採用されている。これは、F1のエンジン特性によるものである。
F1のエンジンは回転上限近くの狭い範囲でしかパワーが出ないようなピーク特性を持っており、物理的ケーブルによるシステムではアクセルがオン・オフのスイッチ的にしか働かなくなる。電子制御システムでは、アクセルの開度に応じてパワーが変化するように自在にマップを設定できるので、盛んに用いられている。1992年のF1第3戦ブラジルGPよりマクラーレンチームが実戦投入したMP4/7Aにて初めて採用された。
また、エンターテインメントとしてルノーチームなどはこのシステムを応用し、エンジンを使って楽曲の演奏を行ったことがある。